# Cisuralium
| ❮ | System  | Serie       | Stufe         | ≈ Alter (mya) |
| - | ------- | ----------- | ------------- | ------------- |
| ❮ | später  | später      | später        | jünger        |
| ❮ | P e r m | Lopingium   | Changhsingium | 251,9 ⬍ 254,2 |
| ❮ | P e r m | Lopingium   | Wuchiapingium | 254,2 ⬍ 259,9 |
| ❮ | P e r m | Guadalupium | Capitanium    | 259,9 ⬍ 265,1 |
| ❮ | P e r m | Guadalupium | Wordium       | 265,1 ⬍ 268,8 |
| ❮ | P e r m | Guadalupium | Roadium       | 268,8 ⬍ 272,3 |
| ❮ | P e r m | Cisuralium  | Kungurium     | 272,3 ⬍ 279,3 |
| ❮ | P e r m | Cisuralium  | Artinskium    | 279,3 ⬍ 290,1 |
| ❮ | P e r m | Cisuralium  | Sakmarium     | 290,1 ⬍ 295,5 |
| ❮ | P e r m | Cisuralium  | Asselium      | 295,5 ⬍ 298,9 |
| ❮ | früher  | früher      | früher        | älter         |

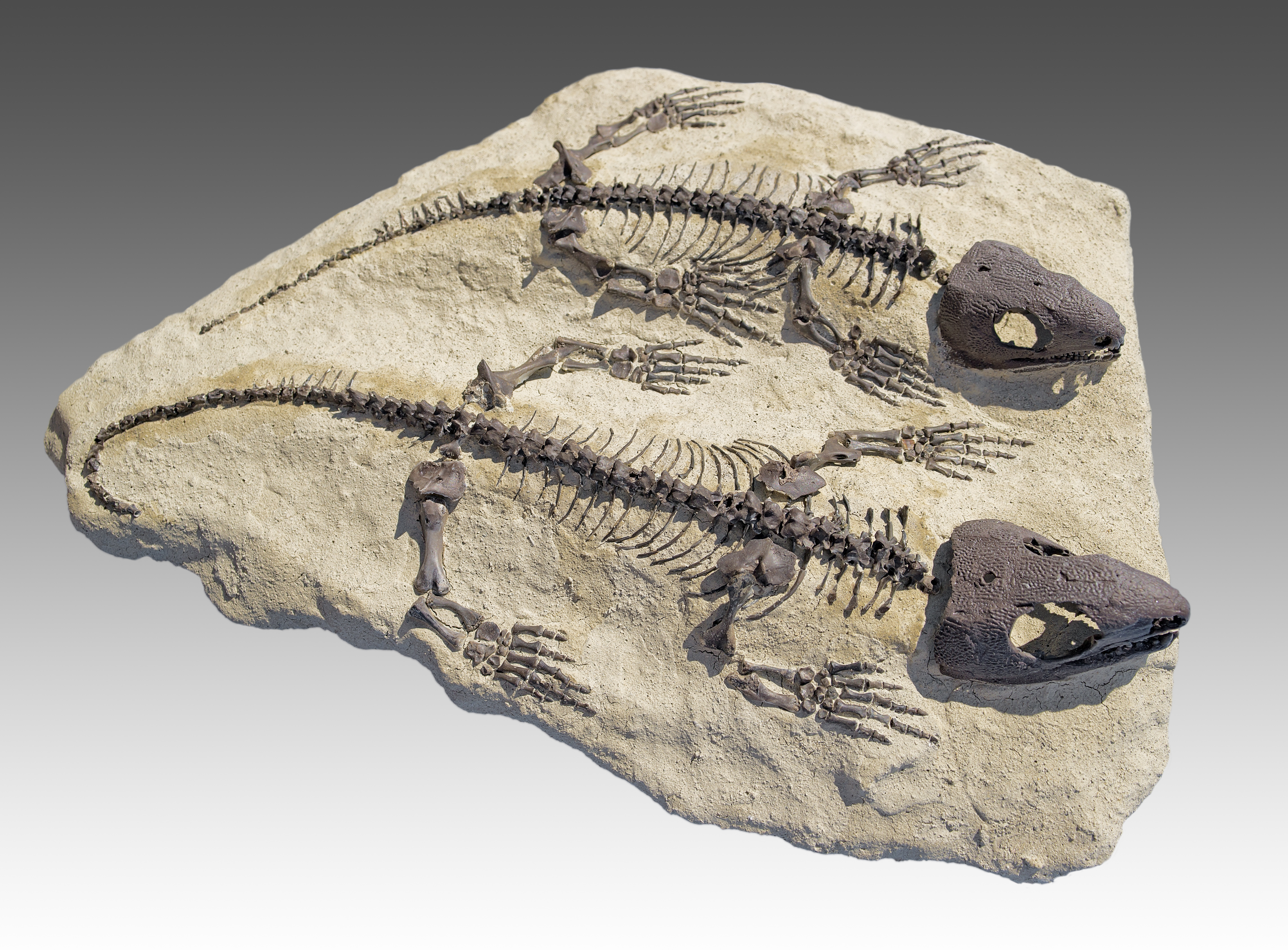
Captorhinus aguti, ein bis zu 40 cm langer Captorhinide aus der berühmten Fossillagerstätte Richards Spur des Cisuralium von Oklahoma (USA).

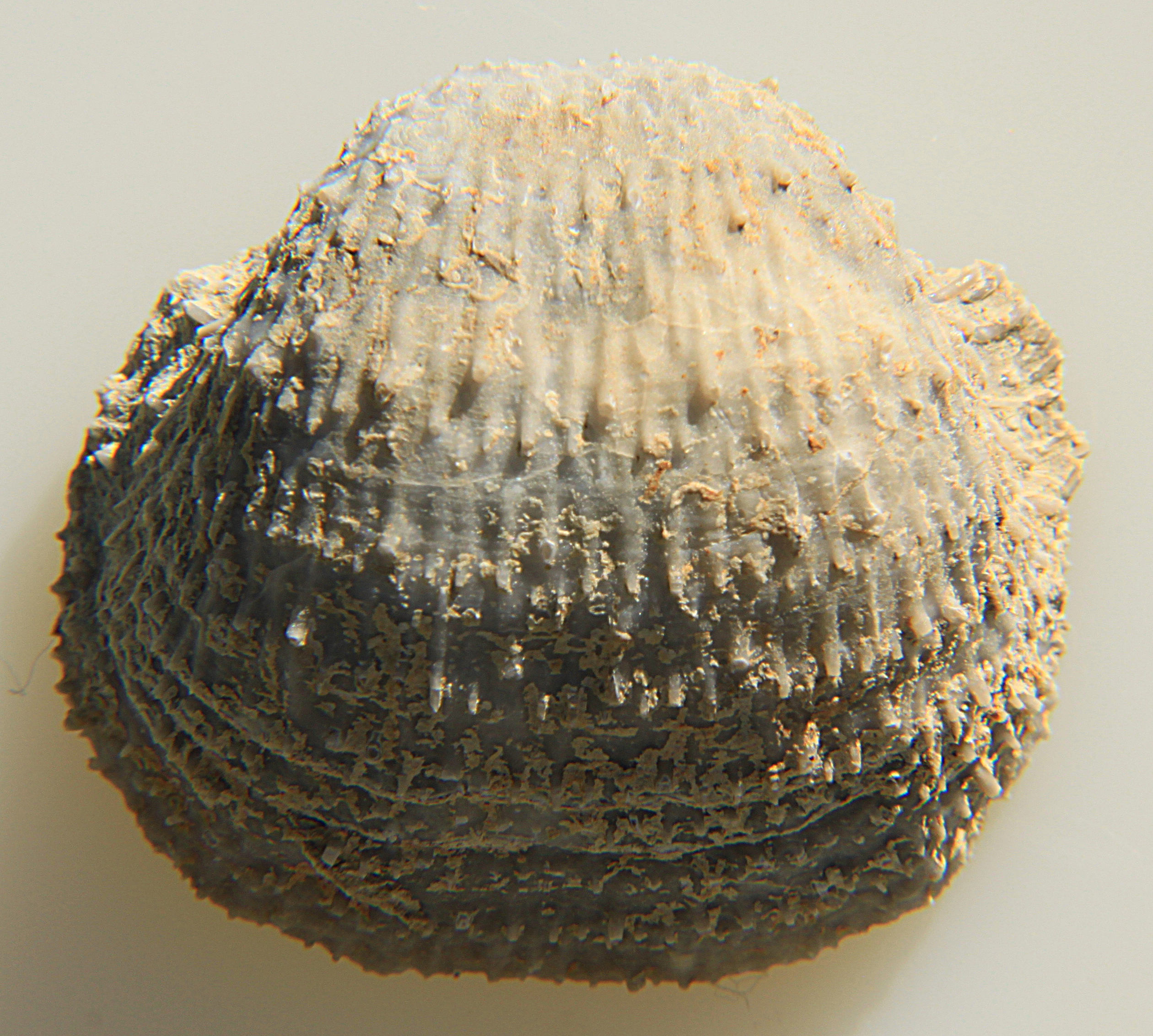
Dictyoclostus bassi ein Brachiopode aus unterpermischen Meeresablagerungen des östlichen Schelfs des Midland-Beckens (nördliches Texas, USA). Die länge der Bildunterkante entspricht etwa 3 cm

Das Cisuralium (auch Unterperm oder Unteres Perm) ist in der Erdgeschichte die unterste chronostratigraphische Serie bzw. geochronologische Epoche des Perm. Sie begann vor etwa 298,9 Millionen Jahren und endete vor etwa 272,3 Millionen Jahren. Ihr zeitlich voraus geht die Pennsylvanium-Serie des Karbon. Ihr nach folgt die Guadalupium-Serie, das Mittelperm.

## Namensgebung
Die Serie ist nach der westlichen (europäischen) Seite des Uralgebirges (Cisural) benannt; im Gegensatz dazu heißt die östliche (asiatische) Seite Transural. Der Name wurde 1982 von John Bruce Waterhouse vorgeschlagen.

## Definition und GSSP
Die Basis der Cisuralium-Serie (und der Asselium-Stufe) ist durch das Erstauftreten der Conodonten-Art Streptognathodus isolatus definiert. Die Serie endet (bzw. die Guadalupium-Serie beginnt) mit dem Erstauftreten der Conodonten-Art Jinogondolella nanginkensis. Der GSSP für die Karbon-Perm-Grenze, das Cisuralium und das Asselium befindet sich im Tal des Aidaralash, nahe der Stadt Aqtöbe (russ. Aktjubinsk) im südlichen Ural (Kasachstan).

## Untergliederung
Das Cisuralium ist in vier geologische Stufen untergliedert:
- System: Perm (298,9–251,9 mya)
  - Serie: Lopingium (Oberes Perm) (259,9–251,9 mya)
  - Serie: Guadalupium (Mittleres Perm) (272,3–259,9 mya)
  - Serie: Cisuralium (Unteres Perm) (298,9–272,3 mya)
    - Stufe: Kungurium (279,3–272,3 mya)
    - Stufe: Artinskium (290,1–279.3 mya)
    - Stufe: Sakmarium (295,5–290,1 mya)
    - Stufe: Asselium (298,9–295,5 mya)

## Das Cisuralium in Mitteleuropa
In Mitteleuropa wurden zur Zeit des Cisuralium die unteren Teile des Rotliegend abgelagert.